# Campania
«Кампанія» (італ. Campania) — бронепалубний крейсер однойменного типу Королівських ВМС Італії початку XX століття.

## Історія створення
Крейсер «Кампанія» був закладений 9 серпня 1913 року на верфі «Cantiere navale di Castellammare di Stabia» у Кастелламмаре-ді-Стабія. Спущений на воду 27 липня 1914 року, вступив у стрій 18 квітня 1917 року.

## Історія служби
Крейсер «Кампанія» ніс службу в італійських колоніях в Африці. Під час Першої світової війни корабель не брав участі в бойових діях.
У 1921 році корабель був перекласифікований на канонерський човен. У 1922 році з нього були демонтовані дві 152-мм гармати.
У 1932 році корабель був перекласифікований на навчальний корабель.
11 березня 1937 року корабель був виключений зі списків флоту та проданий на брухт.